# Karol Jonca

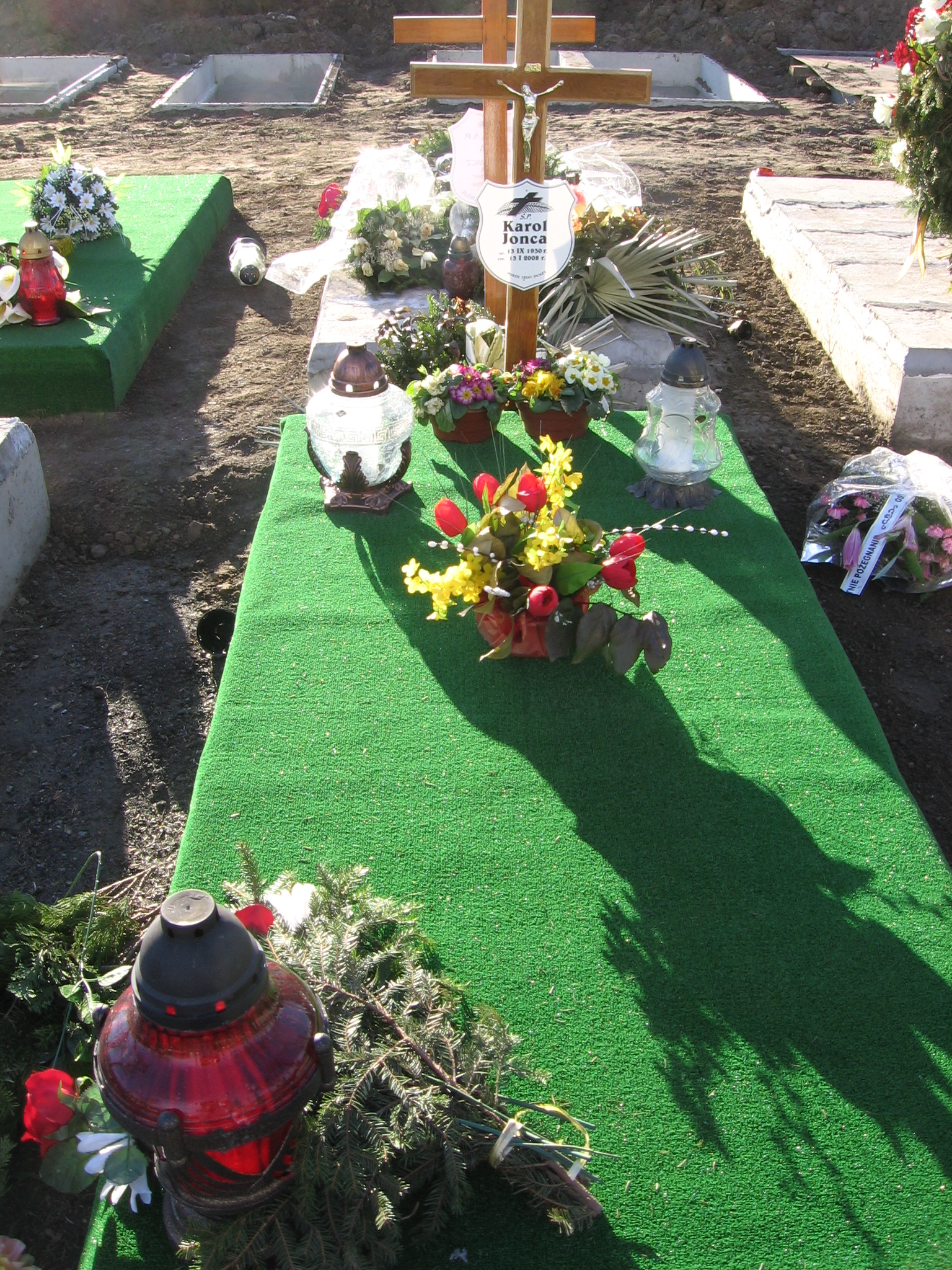
Grab von Karol Jonca, Friedhof in Breslau

Karol Jonca (* 13. September 1930 in Slawentzitz; † 13. Januar 2008 in Breslau) war ein polnischer Gelehrter und Hochschullehrer, dessen Forschungen sich mit der Deutsch-Polnischen Geschichte und den Beziehungen zwischen Deutschen und Polen insbesondere in Oberschlesien im 20. Jahrhundert beschäftigten. Ein weiterer Schwerpunkt waren seine Arbeiten zum Kreisauer Kreis.
Jonca war Professor an der Fakultät für Verwaltung und Recht der Universität Wrocław, korrespondierendes Mitglied der Polnischen Akademie der Wissenschaften und Mitglied des Gründungssenats der Viadrina und erhielt von dieser am 3. November 2001 zusammen mit Henryk Olszewski mit der Ehrendoktorwürde ausgezeichnet wurde. Auch gehörte er zum Kreis der Initiatoren der Internationale Jugendbegegnungsstätte Kreisau.
Ab 1939 wuchs Jonca in Koźle auf, wo er auch die Schule besuchte und 1950 die Hochschulreife erlangte. Danach nahm er an der Universität in Wrocław das Studium der Rechtswissenschaft auf, das er 1954 abschloss. 1958 erfolgte die Promotion und 1964 die Habilitation. Ab 1971 war Jonca an der Fakultät Dozent, nach 1981 Inhaber eines Lehrstuhls.  Von 1969 bis 1986 arbeitete er für die Studia ślaskie (Silesian studies/Schlesische Studien), zuerst als stellvertretender Chefredakteur und ab 1976 als Chefredakteur. Von 1974 bis 1999 gab er als Chefredakteur die Studia nad faszyzmem i zbrodniami hitlerowskimi (dt.: „Studien über Faschismus und die Verbrechen des Hitlerregimes“) der Universität Wrocław heraus.